# Nederlands Blazers Ensemble

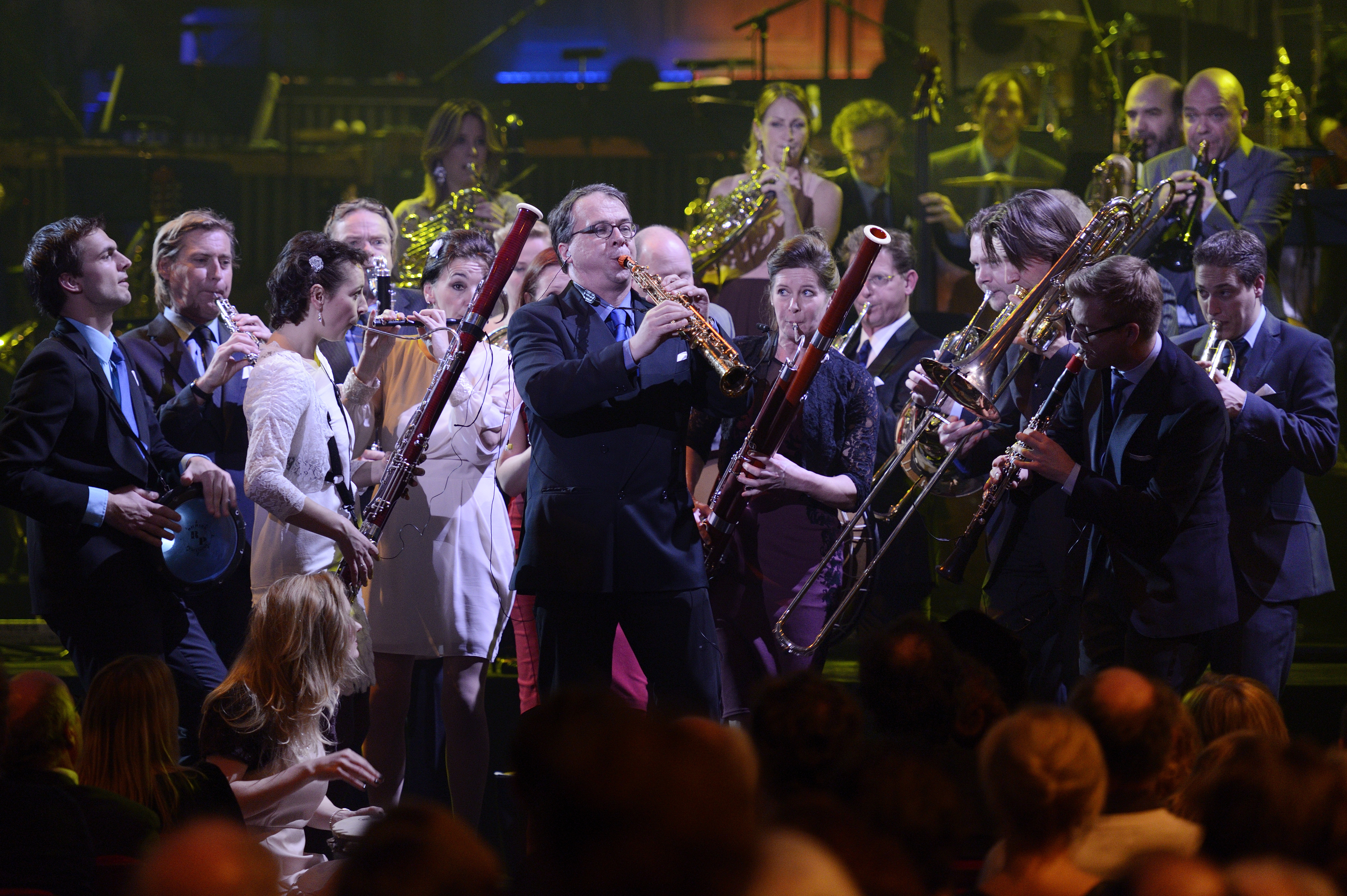
Nederlands Blazers Ensemble (2013)

Het Nederlands Blazers Ensemble (NBE) is een ensemble van ruim 20 topmusici die bijzondere, theatrale muziekprogramma’s spelen die zelden onder één muzikale noemer te vangen zijn. Naast blazers maken ook een contrabassist en slagwerkers vast deel uit van het ensemble. Met gezamenlijke bezieling en honger naar avontuur zijn de Blazers op zoek naar intrigerende samenwerkingen met musici uit andere culturen en crossovers met andere disciplines. Met vernieuwende programma’s wil het NBE een groot publiek verrassen, ontroeren en prikkelen.
De muzikale leiding van het NBE is 36 jaar (van 1988 tot 2024) in handen geweest van de hoboïst Bart Schneemann. Hij gaf het ensemble zijn unieke signatuur. Naast de hoge speelkwaliteit van het ensemble en het aanstekelijke plezier, streefde hij in ieder programma naar een dramatische lijn die muzieksoorten (en dus mensen) van verschillend pluimage met elkaar verbindt.
Brandt Attema (sinds 2000 als bastrombonist verbonden aan het NBE) nam in september 2024 het artistiek leiderschap van het NBE over. 
NBE-producties beslaan alle muziekstijlen en periodes in de muziekgeschiedenis, zowel oud als gloednieuw, zowel Westers als niet-Westers waardoor nieuwe en onverwachte verbanden worden gelegd. Een NBE programma ontstaat bijvoorbeeld door fascinatie voor een bijzondere compositie uit het repertoire of vanuit betrokkenheid bij de grote thema’s van het leven, zoals verbroedering, op de vlucht zijn, omarmen van andere culturen. Er wordt nooit zomaar een stuk van de plank gehaald. Voor elk programma wordt de muziek nieuw gecomponeerd of speciaal gearrangeerd.  
Naast de concertseries op de Nederlandse podia, waaronder het Concertgebouw en Muziekgebouw aan 't IJ, verzorgt het NBE ieder jaar het spraakmakende Nieuwjaarsconcert dat op 1 januari door BNNVARA op tv wordt uitgezonden. Dit concert heeft elk jaar een ander thema.
In het kader van dit concert organiseert het NBE ieder jaar de compositiewedstrijd 'Op weg naar het Nieuwjaarsconcert' waarbij jongeren tot en met 18 jaar hun eigen muziek of liederen kunnen inzenden. Deze compositie moet passen in het thema van het concert. In een aantal rondes werken ze aan de composities onder begeleiding van muzikanten, componisten en arrangeurs van het NBE. Drie winnaars spelen uiteindelijk hun compositie samen met het NBE tijdens het Nieuwjaarsconcert vanuit het Concertgebouw in Amsterdam.

## Geschiedenis
Het NBE werd opgericht in 1959 door Thom de Klerk (1912-1966), eerste fagottist van het Concertgebouworkest die als docent aan het Conservatorium van Amsterdam een studenten blaaskwintet formeerde met Martine Bakker (fluit), Edo de Waart (hobo), George Pieterson (klarinet), Joep Terwey (fagot) en Jaap Verhaar (hoorn). De Klerk wilde de groep uitbreiden om blazersserenades te kunnen uitvoeren, zoals die van Mozart, Dvořák en Gounod. Hij had de ambitie om van het ensemble het "I Musici" te maken, maar dan voor blazers. 
De kern van het NBE was een blaasoctet (twee hobo's, klarinetten, fagotten en hoorns), maar het ensemble werd regelmatig uitgebreid tot grotere afmetingen. Toen De Klerk overleed in oktober 1966, nam Edo de Waart zijn rol over. De Waart had het ensemble in 1962 verlaten om zich te concentreren op het dirigeren. Han de Vries en Werner Herbers speelden hobo in het ensemble sinds de uitbreiding. Gedurende deze periode maakte het ensemble vele opnamen en verschillende componisten schreven voor de groep. Vanwege hun internationale carrières verlieten zowel De Waart als De Vries het ensemble in 1975. Het NBE speelde steeds vaker zonder dirigent, terwijl Joep Terwey en Werner Herbers  als managers fungeerden. Van 1985 tot 1988 was Nikolaus Harnoncourt dirigent. 
In 1988 reorganiseerde het NBE met vele jonge spelers en Bart Schneemann, leerling van Han de Vries, nam de artistieke leiding over, leidend tot een artistieke opleving van het ensemble. In 2024 nam Bart Schneemann na 36 jaar afscheid en werd hij opgevolgd door Brandt Attema. Brandt Attema maakte als bastrombonist al vanaf 2000 deel uit van de vaste kern van het NBE.

## Programma's
Het NBE programmeert divers en veelkleurig. Ondanks, of dankzij, haar onvoorspelbaarheid is een groot en trouw publiek opgebouwd dat zich wil laten verrassen door een caleidoscoop aan muzikale verhalen vol diepgang en humor, geïnspireerd op telkens nieuwe invalshoeken: oude meesterwerken, nieuwe composities, dans, actualiteit, film en de samenwerking met musici uit vele culturen. 
Het NBE creëerde de afgelopen jaren een groot aantal nieuwe programma's die het eigen verhaal van een componist of een solist vertellen. Zo ontstonden programma's rondom Kevin Volans, Roger Doyle, Alexander Raskatov, Luca Francesconi, Cornelis de Bondt, Theo Loevendie, Guus Janssen, John Psathas, Maarten Altena, Martijn Padding, Ayub Ogada, Iva Bittova, The Hilliard Ensemble, Marco Beasley, Manos Achalinotopoulos, Aynur Doğan en vele anderen. 
Daarnaast maakt het NBE programma's als Het Dagboek van Schumann waarin door middel van dagboekfragmenten en Schumanns pianomuziek, in bewerkingen van componist Otto Ketting, het verhaal verteld wordt van Schumanns waanzinnig worden of De Schepping waarin de Vlaamse auteur Bart Moeyaert zijn nieuwe scheppingsverhaal vertelt bij een 18e-eeuwse bewerking van Die Schöpfung van Haydn. Rondom het Mozartjaar 2006 bewerkte het NBE Le Nozze di Figaro, Die Zauberflöte en Così fan tutte tot nieuwe kameropera's. 
In de afgelopen jaren maakte het NBE nieuwe programma's rondom onder andere componist Peter-Jan Wagemans, viola da gamba-speler Jordi Savall, muziek en musici uit IJsland. Het NBE maakte van Il barbiere di Siviglia en Il Turco in Italia van Rossini nieuwe kameropera's voor de concertzaal. Verder maakte het NBE een programma rondom het werk De Staat van Louis Andriessen en bracht het NBE samen met de Engelse componist Richard Ayres en de Canadese sopraan Barbara Hannigan in het programma In the Alps een nieuw soort muziektheater: het Mountain Melodrama.
Op 28 augustus 2009 speelde het Nederlands Blazers Ensemble De Staat van Andriessen in de Royal Albert Hall in Londen in de BBC Proms. In november 2009 presenteert het NBE samen met de Ashton Brothers nieuw muziektheater gebaseerd op Mendelssohns toneelmuziek bij A Midsummer Night's Dream. Verder maakt het NBE samen met componist Maarten Altena en schrijver Abdelkader Benali het programma De Tapijtenweefster, een sprookje voor volwassen en in april 2010 Uit de Oude Wereld, een portret van de componist Dvořák.

## Musici
De volgende musici vormen de vaste kern van het NBE:
- fluit: Jeannette Landré, Janneke Groesz
- ney: Sinan Arat
- klarinet: Bart de Kater, Tom Wolfs, Jesse Faber, Annemiek de Bruin
- fagot: Dorian Cooke, Marieke Stordiau, Gretha Tuls
- saxofoon: Johan van der Linden, Willem van Merwijk
- hoorn: Ron Schaaper, Mirjam Steinmann, Kirsten Jeurissen
- trompet: Bas Duister
- trombone: Alexander Verbeek, Brandt Attema
- percussie: Malika Maminova, Jeroen Batterink

Naast de vaste kern is er een prachtige groep muzikanten om het NBE verzameld die het mogelijk maken elk programma op het hoogste niveau uit te voeren.

## Talentontwikkeling
Het NBE organiseert en begeleidt meerdere jongtalent-ensembles, oplopend in leeftijdsgroep en niveau. NBE-musici coachen de jonge muziektalenten in de NBE-cultuur van enthousiast samenspel, theatrale presentatie en contact met het publiek.

### jongNBE-regionaal (15-20 jaar, in drie regio’s)
Het NBE leidt vier jeugdensembles: jongNBEnoord, -oost en -west. Het jongNBEregionaal brengt talentvolle leerlingen van muziekscholen, harmonieverenigingen, fanfarekorpsen, brassbands (HaFaBra) en jeugdorkesten bijeen.
Deze jonge, talentvolle musici worden gecoacht door ervaren musici van het Nederlands Blazers Ensemble die hen wegwijs maken in de NBE-cultuur van samenspel, theatrale presentatie en contact met het publiek. Samen met NBE musici werken de jonge musici toe naar een concert met (en als voorprogramma bij) het NBE en een aantal optredens in hun regio.

### jongNBE (vanaf 18 jaar)
Het jongNBE is een tweejaarlijks van samenstelling wisselend ensemble om toptalenten van conservatoria te coachen richting beroepspraktijk. Het jongNBE biedt een leertraject, gecoacht door NBE spelers, in alle aspecten van de muziekpraktijk van het NBE: het maken van bijzondere programma’s, andere podiumpresentatie, versterken van de band met het publiek en ondernemerschap. 
jongNBE maakt elk jaar een eigen programma, werkt mee aan een grote muziektheaterproductie, speelt vier voorrondeconcerten voor de compositiewedstrijd, is betrokken bij maatschappelijke projecten zoals Verhalen uit de Buurt met Podium Mozaïek en Stichting Papageno, is jaarlijks betrokken bij het Festival Jong Talent van het Schiermonnikoog festival en is betrokken bij het jaarlijkse scholierenproject met het Mundus College in Amsterdam-West. 
Het jongNBE maakte deel uit van verschillende producties van Holland Opera; In 2015 speelden ze de wereldpremière van de opera The Day After van Jonathan Dove. In 2018 speelden ze samen met het Carthago Consort de operamix: Zauberflöte/Requiem. In 2019 speelden ze de opera King Lear. Een reconstructie die Niek Idelenburg maakte op basis van brieven van Giuseppe Verdi wiens grote wens het was om ooit King Lear te componeren, maar er uiteindelijk nooit aan toe kwam.

## Opnamen
Onder het motto 'voor wie erbij was of erbij had willen zijn' startte het NBE in november 1999 het eigen cd-label NBElive. NBElive brengt elk jaar twee à drie live registraties uit van de bijzondere projecten van het Nederlands Blazers Ensemble. In 2007 won de cd Gran Partita de Edison Award Publieksprijs.
Het NBE maakte al eerder opnamen voor Philips en het Engelse label Chandos.

## Corona
Op 1 januari 2021 en 1 januari 2022 werd het Nieuwjaarsconcert zonder publiek gegeven vanwege de coronapandemie die in 2020 uitbrak.